# 키라 세지윅
키라 민턴 세지윅(영어: Kyra Minturn Sedgwick, 1965년 8월 19일 ~ )은 미국의 배우이다.

## 출연 작품
- 7월 4일생
- 일급 살인
- 페노메논
- 더 클로저 (The closer)